# Liste des espèces d'oiseaux de Martinique
On trouve en Martinique, 202 espèces d'oiseaux dont 5 endémiques et 4 globalement menacées.
15 espèces y ont été introduites. 

## A
- Aigrette bleue (Egretta caerulea) Rare/Accidentel
- Aigrette garzette (Egretta garzetta) Rare/Accidentel
- Aigrette neigeuse (Egretta thula)
- Aigrette tricolore (Egretta tricolor). Rare/Accidentel
- Albatros à sourcils noirs (Thalassarche melanophris). Rare/Accidentel
- Amazone aourou (Amazona amazonica) Espèce introduite
- Amazone de la Martinique (Amazona martinicana) Eteint
- Ani à bec lisse (Crotophaga ani) Rare/Accidentel
- Ara de la Martinique (Ara guadeloupensis) Eteint
- Astrild à joues orange (Estrilda melpoda) Espèce introduite
- Astrild cendré (Estrilda troglodytes) Espèce introduite
- Astrild ondulé (Estrilda astrild)  Espèce introduite

## B
- Balbuzard pêcheur (Pandion haliaetus)
- Barge hudsonienne (Limosa haemastica). Rare/Accidentel.
- Bécasseau à croupion blanc (Calidris fuscicollis). Rare/Accidentel
- Bécasseau à échasses (Calidris himantopus). Rare/Accidentel
- Bécasseau à poitrine cendrée (Calidris melanotos) Rare/Accidentel
- Bécasseau d'Alaska (Calidris mauri). Rare/Accidentel
- Bécasseau maubèche (Calidris canutus) Rare/Accidentel
- Bécasseau minuscule (Calidris minutilla)
- Bécasseau roussâtre (Calidris subruficollis) Quasi menacé
- Bécasseau sanderling (Calidris alba). Rare/Accidentel
- Bécasseau semipalmé (Calidris pusilla).
- Bécassin roux (Limnodromus griseus) Rare/Accidentel
- Bécassine de Wilson (Gallinago delicata).
- Bengali rouge (Amandava amandava) Espèce introduite
- Bihoreau gris (Nycticorax nycticorax)
- Bihoreau violacé (Nyctanassa violacea)
- Busard des marais (Circus hudsonius). Rare/Accidentel
- Butor d'Amérique (Botaurus lentiginosus). Rare/Accidentel

## C
- Canard chipeau (Mareca strepera) Rare/Accidentel
- Canard colvert (Anas platyrhynchos) Rare/Accidentel
- Canard d'Amérique (Mareca americana) Rare/Accidentel
- Canard des Bahamas (Anas bahamensis) Rare/Accidentel
- Canard pilet (Anas acuta) Rare/Accidentel
- Canard souchet (Spatula clypeata) Rare/Accidentel
- Capucin à tête blanche (Lonchura maja) Espèce introduite
- Capucin à tête noire (Lonchura atricapilla) Espèce introduite
- Capucin damier (Lonchura punctulata) Rare/Accidentel
- Capucin nonnette (Spermestes cucullatus) Rare/Accidentel
- Cardinal à poitrine rose (Pheucticus ludovicianus) Rare/Accidentel
- Chevalier grivelé (Actitis macularia)
- Chevalier semipalmé (Tringa semipalmata)
- Chevalier solitaire (Tringa solitaria). Rare/Accidentel.
- Colibri à tête bleue (Cyanophaia bicolor). Endémique (pays).
- Colibri falle-vert (Eulampis holosericeus). Endémique (pays).
- Colibri huppé (Orthorhyncus cristatus)
- Colibri madère (Eulampis jugularis) Endémique (pays)
- Colombe à croissants (Geotrygon mystacea) Rare/Accidentel
- Colombe à queue noire (Columbina passerina)
- Colombe rouviolette (Geotrygon montana) Rare/Accidentel
- Combattant varié (Calidris pugnax) Rare/Accidentel
- Conure cuivrée (Eupsittula pertinax) Rare/Accidentel
- Cordonbleu à joues rouges (Uraeginthus bengalus) ??? Espèce introduite
- Cordonbleu violacé (Uraeginthus ianthinogaster) Espèce introduite
- Coulicou à bec jaune (Coccyzus americanus) Rare/Accidentel
- Coulicou manioc (Coccyzus minor)
- Courlis à long bec (Numenius americanus) Rare/Accidentel Quasi menacé.
- Courlis hudsonien (Numenius hudsonicus) Rare/Accidentel
- Crécerelle d'Amérique (Falco sparverius)

## D-E
- Dendrocygne à ventre noir (Dendrocygna autumnalis) Rare/Accidentel
- Dendrocygne des Antilles (Dendrocygna arborea) Rare/Accidentel Vulnérable
- Dendrocygne fauve (Dendrocygna bicolor) Rare/Accidentel
- Échasse d'Amérique (Himantopus mexicanus)
- Élénie à ventre jaune (Elaenia flavogaster) Rare/Accidentel
- Élénie siffleuse (Elaenia martinica)
- Engoulevent coré (Hydropsalis cayennensis) Rare/Accidentel
- Engoulevent d'Amérique (Chordeiles minor)
- Érismature routoutou (Nomonyx dominicus)
- Euplecte franciscain (Euplectes franciscanus) Espèce introduite
- Euplecte ignicolore (Euplectes orix) Espèce introduite

## F
- Faucon crécerelle (Falco tinnunculus) Rare/Accidentel
- Faucon émerillon (Falco columbarius) Rare/Accidentel
- Faucon pèlerin (Falco peregrinus) Rare/Accidentel
- Fou à pieds rouges (Sula sula) Rare/Accidentel
- Fou brun (Sula leucogaster)
- Fou masqué (Sula dactylatra) Rare/Accidentel
- Foulque d'Amérique (Fulica americana) Rare/Accidentel
- Frégate superbe (Fregata magnificens)
- Fuligule à collier (Aythya collaris) Rare/Accidentel

## G
- Gallinule d'Amérique (Gallinula galeata)
- Goéland à bec cerclé (Larus delawarensis) Rare/Accidentel
- Goéland hudsonien (Larus smithonianus) Rare/Accidentel
- Goglu des prés (Dolichonyx oryzivorus) Rare/Accidentel
- Grand Chevalier (Tringa melanoleuca)
- Grand Héron (Ardea herodias) Rare/Accidentel
- Grand Labbe (Stercorarius skua) Rare/Accidentel
- Grande Aigrette (Ardea alba)
- Grèbe à bec bigarré (Podilymbus podiceps) Rare/Accidentel
- Grive à joues grises (Catharus minimus) Rare/Accidentel
- Guifette noire (Chlidonias niger) Rare/Accidentel

## H-I
- Harle couronné (Lophodytes cucullatus) Rare/Accidentel
- Héron cendré (Ardea cinerea) Rare/Accidentel
- Héron garde-bœufs (Bubulcus ibis)
- Héron vert (Butorides virescens)
- Hirondelle à ailes blanches (Tachycineta albiventer) Rare/Accidentel
- Hirondelle à ailes hérissées (Stelgidopteryx serripennis) Rare/Accidentel
- Hirondelle à front brun (Petrochelidon fulva) Rare/Accidentel
- Hirondelle à ventre blanc (Progne dominicensis)
- Hirondelle de rivage (Riparia riparia)
- Hirondelle rustique (Hirundo rustica)
- Huîtrier d'Amérique (Haematopus palliatus) Rare/Accidentel
- Ibis falcinelle (Plegadis falcinellus) Rare/Accidentel

## L
- Labbe à longue queue (Stercorarius longicaudus) Rare/Accidentel
- Labbe de McCormick (Stercorarius maccormicki) Rare/Accidentel
- Labbe parasite (Stercorarius parasiticus) Rare/Accidentel
- Labbe pomarin (Stercorarius pomarinus) Rare/Accidentel

## M
- Marouette de Caroline (Porzana carolina) Rare/Accidentel
- Martinet à collier blanc (Streptoprocne zonaris) Rare/Accidentel
- Martinet chiquesol (Chaetura martinica)
- Martinet sombre (Cypseloides niger)
- Martin-pêcheur à ventre roux (Megaceryle torquata) Rare/Accidentel
- Martin-pêcheur d'Amérique (Megaceryle alcyon) Rare/Accidentel
- Maubèche des champs (Bartramia longicauda)
- Merle à lunettes (Turdus nudigenis)
- Merle vantard (Turdus plumbeus) Rare/Accidentel
- Moqueur corossol (Margarops fuscatus)
- Moqueur des savanes (Mimus gilvus)
- Moqueur gorge-blanche (Ramphocinclus brachyurus) En danger
- Moqueur grivotte (Allenia fusca)
- Moucherolle gobemouche (Contopus latirostris)
- Mouette atricille (Leucophaeus atricilla)
- Mouette de Bonaparte (Chroicocephalus philadelphia) Rare/Accidentel

## N-O
- Noddi brun (Anous stolidus)
- Océanite cul-blanc (Oceanodroma leucorhoa) Rare/Accidentel
- Océanite de Wilson (Oceanites oceanicus) Rare/Accidentel
- Organiste des Petites Antilles (Chlorophonia flavifrons) Rare/Accidentel
- Oriole de Baltimore (Icterus galbula) Rare/Accidentel
- Oriole de Martinique (Icterus bonana) Endémique Vulnérable

## P
- Paruline à capuchon (Setophaga citrina) Rare/Accidentel
- Paruline à collier (Setophaga americana) Rare/Accidentel
- Paruline à croupion jaune (Setophaga coronata). Rare/Accidentel
- Paruline couronnée (Seiurus aurocapillus) Rare/Accidentel
- Paruline d'Adélaïde (Setophaga adelaidae)
- Paruline des pins (Setophaga pinus) Rare/Accidentel
- Paruline des prés (Setophaga discolor) Rare/Accidentel
- Paruline des ruisseaux (Parkesia noveboracensis) Rare/Accidentel
- Paruline du Kentucky (Geothlypis formosa) Rare/Accidentel
- Paruline flamboyante (Setophaga ruticilla) Rare/Accidentel
- Paruline hochequeue (Parkesia motacilla) Rare/Accidentel
- Paruline des mangroves (Setophaga petechia)
- Paruline noir et blanc (Mniotilta varia)
- Paruline orangée (Protonotaria citrea) Rare/Accidentel
- Paruline rayée (Setophaga striata) Rare/Accidentel
- Paruline tigrée (Setophaga tigrina) Rare/Accidentel
- Pélican brun (Pelecanus occidentalis)
- Perroquet jaco (Psittacus erithacus) Espèce introduite
- Perruche ondulée (Melopsittacus undulatus) Espèce introduite
- Petit Chevalier (Tringa flavipes)
- Petit Fuligule (Aythya affinis) Rare/Accidentel
- Petite Buse (Buteo platypterus)
- Petite Sterne (Sternula antillarum) Rare/Accidentel
- Phaéton à bec jaune (Phaethon lepturus)
- Phaéton à bec rouge (Phaethon aethereus)
- Phalarope de Wilson (Phalaropus tricolor) Rare/Accidentel
- Pigeon à cou rouge (Columba squamosa)
- Pigeon à couronne blanche (Patagioenas leucocephala) Rare/Accidentel
- Pigeon biset (Columba livia) Espèce introduite
- Piranga écarlate (Piranga olivacea). Rare/Accidentel.
- Pluvier neigeux (Charadrius nivosus) Rare/Accidentel
- Pluvier argenté (Pluvialis squatarola)
- Pluvier bronzé (Pluvialis dominica) Rare/Accidentel
- Pluvier de Wilson (Charadrius wilsonia) Rare/Accidentel
- Pluvier kildir (Charadrius vociferus) Rare/Accidentel
- Pluvier semipalmé (Charadrius semipalmatus)
- Pluvier siffleur (Charadrius melodus) Rare/Accidentel Vulnérable
- Puffin d'Audubon (Puffinus lherminieri)
- Puffin fuligineux (Ardenna griseus) Rare/Accidentel
- Puffin majeur (Ardenna gravis) Rare/Accidentel

## Q-R
- Quiscale merle (Quiscalus lugubris)
- Râle tapageur (Rallus crepitans ) Rare/Accidentel

## S
- Saltator gros-bec (Saltator albicollis)
- Sarcelle à ailes bleues (Spatula discors) Rare/Accidentel
- Sarcelle à ailes vertes (Anas carolinensis) Rare/Accidentel
- Sicale des savanes (Sicalis luteola) Espèce introduite
- Solitaire siffleur (Myadestes genibarbis)
- Sporophile cici (Melanospiza bicolor)
- Sporophile curio (Sporophila angolensis) Espèce introduite
- Sporophile rougegorge (Loxigilla noctis)
- Sterne bridée (Onychoprion anaethetus)
- Sterne caspienne (Hydroprogne caspia) Rare/Accidentel
- Sterne de Cabot (Thalasseus acuflavidus) Rare/Accidentel
- Sterne de Dougall (Sterna dougallii)
- Sterne fuligineuse (Onychoprion fuscatus)
- Sterne hansel (Gelochelidon nilotica) Rare/Accidentel
- Sterne pierregarin (Sterna hirundo) Rare/Accidentel
- Sterne royale (Thalasseus maximus)
- Sucrier à ventre jaune (Coereba flaveola)

## T
- Tisserin gendarme (Ploceus cucullatus). Espèce introduite.
- Touï été (Forpus passerinus). Espèce introduite.
- Tournepierre à collier (Arenaria interpres).
- Tourterelle à queue carrée (Zenaida aurita).
- Tourterelle oreillarde (Zenaida auriculata). Rare/Accidentel.
- Tourterelle turque (Streptopelia decaocto). Espèce introduite.
- Trembleur brun (Cinclocerthia ruficauda).
- Trembleur gris (Cinclocerthia gutturalis). Endémique (pays).
- Troglodyte des Antilles (Troglodytes martinicensis). Extirpé.
- Troglodyte familier (Troglodytes aedon). Extirpé.
- Tyran gris (Tyrannus dominicensis).
- Tyran janeau (Myiarchus oberi).

## V
- Vacher luisant (Molothrus bonariensis). Rare.
- Viréo à moustaches (Vireo altiloquus).
- Viréo aux yeux rouges (Vireo olivaceus). Rare/Accidentel.